# Symphony (Roby Facchinetti)
Symphony è un album in studio del cantautore italiano Roby Facchinetti uscito il 26 novembre 2021 dalla Sony Music. Conta 21 tracce di cui 5 inedite.

## Tracce

### CD 1
1. Ouverture (Parsifal, Pensiero, Chi Fermerà la musica, Un mondo che non c'è, Pierre, Rinascerò rinascerai,  Noi due nel mondo e nell'anima, Parsifal) - 9:31
2. Uomini soli - 4:05
3. Pierre - 5:45
4. Ci penserò domani - 4:53
5. Un mondo che non c'è - 5:00
6. Invisibili - 4:18
7. Poeta - 5:40
8. Noi due nel mondo e nell'anima - 3:56
9. In silenzio - 4:08
10. La donna del  mio amico - 5:19
11. L'ultima parola - 5:11

### CD2
1. Rinascerò rinascerai - 4:16
2. Pensiero - 2:31
3. Chi fermerà la musica - 3:28
4. Parsifal - Prima Parte - 4:14
5. Parsifal - Seconda Parte - 6:00
6. La musica è vita (Facchinetti - Polli) - 4:34
7. Che meraviglia (Facchinetti - Polli) - 3:41
8. Se perdo te (Facchinetti - Polli) - 4:31
9. Grande madre (Facchinetti - D'Orazio) - 5:08
10. Respiri (Facchinetti) - 5:13

## Classifiche
| Classifica (2021) | Posizione massima |
| ----------------- | ----------------- |
| Italia            | 23                |